# سوآواوده
سوآواؤده (به هلندی: Suawoude) یک منطقهٔ مسکونی در هلند است که در تیچرکسترادیل واقع شده‌است. سوآواوده ۶۵۲ نفر جمعیت دارد.